# Херренкимзейский конституционный съезд
Херренкимзейский конституционный съезд (нем. Verfassungskonvent auf Herrenchiemsee) также известен как Конституционный конвент на Херренкимзее и Совещание по проекту конституции в Херренкимзее — совещание конституционных экспертов, назначенных министрами-президентами западных земель Германии, состоявшееся в августе 1948 года в бывшем аббатстве Херренкимзе в Баварии. Это было частью процесса разработки и принятия конституции Германии — Основного закона (нем. Grundgesetz), действующей и по настоящее время. Подготовленный на съезде в Херренкимзее проект документа послужил отправной точкой для обсуждений Парламентского Совета в Бонне в 1948 и 1949 годах.

## Работа съезда
1 июля 1948 года западные союзники официально рекомендовали создание западногерманского государства, раздав Франкфуртские документы министрам-президентам и управляющим мэрам в западной зоне оккупации. С 8 по 10 июля министры-президенты встретились в Кобленце и провозгласили создание Федеративной Республики Германия, которая должна была стать лишь временным образованием, а не государством-правопреемником Германии.
Под председательством представителя Баварской государственной канцелярии съезд был открыт 10 августа в «Старом дворце» Херренкимзее, бывшей резиденции короля Людвига II. Собрание не имело официального названия, но позднее его стали называть «Конвент Херренкимзе». Каждая западногерманская земля была представлено экспертом, а депутат Западного Берлина Отто Зур присутствовал на встрече лишь в качестве «гостя» без права голоса. Было создано три комитета, которые к 23 августа разработали концепцию новой немецкой конституции, закрепившую принципы Основного закона:
- Двухпалатный парламент, состоящий из нижней палаты федерального парламента (Бундестаг), избираемого прямым голосованием, и верхней палаты с представительством земель Германии. Соглашение о составе второй палаты достигнуто не было; вместо «верхней палаты» по типу Сената в 1949 году был создан законодательный орган — Бундесрат.
- Кабинет министров Германии как федеральный орган исполнительной власти зависит от парламентского большинства. Только на основе парламентского большинства можно сформировать правительство. Вотум доверия парламента обязателен для правительства во главе с канцлером.
- Отрицательное парламентское большинство может отправить в отставку текущее правительство только путем его замены на конкретное другое правительство (см. конструктивный вотум недоверия[англ.]).
- Наряду с главой правительства (канцлером) существует нейтральный легитимирующий глава государства — президент Германии, обладающий ограниченными исполнительными полномочиями.
- Президенту не разрешается ни принимать чрезвычайное положение (как было в статье 48 Веймарской конституции 1919 года), ни проводить имперскую экзекуцию в землях Германии; эти права есть у правительства Германии и Бундесрата.
- Исполнение федеральных законов контролируется федеральной судебной системой.
- Земли Германии в основном отвечают за законодательство, администрирование, правосудие и финансирование на своих территориях.
- Правительства земель и федеральное правительство имеют разные бюджеты и формируют их отдельно друг от друга.
- Инструменты прямой демократии на федеральном уровне ограничены: не предусмотрено проведение общенационального референдума, а плебисцит проводится только для принятия новой конституции.
- Любая поправка в Основной закон, направленная на отмену основополагающих принципов человеческого достоинства или республиканской, демократической и федеративной формы правления, — незаконна (см. вечная оговорка[англ.]).

Федеративный характер проекта Херренкимзее соответствовал поручению конвенции немецких земель. Он был принят конференцией министров-президентов, а затем передан в Парламентский Совет. Совет в Бонне мог полагаться на высококвалифицированную концепцию, в которой ряд спорных вопросов был решен заранее, однако многие депутаты социал-демократической и коммунистической партий изначально возражали против сильного влияния правительства земель.